# Tulista
Tulista és un petit gènere de plantes suculentes endèmiques de Sud-àfrica. Anteriorment estaven incloses dins del gènere Haworthia.

## Característiques
El gènere es caracteritza per una mida gran (en comparació amb el seu gènere germà Haworthia), per la seva forma de creixement en roseta sense tija, per l'exudat groc de les fulles no fibroses, i per les seves distintives flors amb robustos peduncles.

## Taxonomia
El gènere Haworthia es va considerar durant molt de temps problemàtic i se sospitava que era polifilètic. En conseqüència, es va dividir en tres subgèneres diferents: Haworthia (l'espècie tova, verda, frondosa i que sovint és retusa); Hexangulares (les espècies més dures, sovint tuberculoses); Robustipedunculares (les quatre espècies més grans i robustes). Diversos estudis filogenètics han confirmat aquesta divisió i han demostrat que Haworthia comprèn en realitat tres clades que només estan relacionats a distància. Basant-se en proves filogenètiques, el 2013, Gordon Douglas Rowley va reviure el gènere Tulista, erigit per primera vegada per Constantine Samuel Rafinesque el 1840, però va consignar durant molt de temps a la sinonímia amb Haworthia. No obstant això, Rowley va adoptar un concepte molt ampli de Tulista, en el qual, a més del subgènere Haworthia Robustipedunculares, el gènere incloïa Astroloba i Aloe aristata (ara Aristaloe aristata), entre altres tàxons. Més endavant, el 2013, aquest concepte ampli va ser rebutjat per Manning et al. més tard, i Tulista es va tornar a circumscriure a quatre espècies, una decisió recolzada per Gildenhuys i Klopper el 2016. Rowley ha defensat posteriorment el seu enfocament original sobre el gènere, tot i que ja no és àmpliament acceptat. Els mateixos estudis filogenètics van suggerir que els parents més propers de Tulista eren els gèneres Astroloba i Gonialoe.

### Espècies
El 2014, Manning et al. va reconèixer quatre espècies del gènere Tulista, tot i que, al maig de 2018, la World Checklist of Selected Plant Families només n'accepta tres. Les quatre espècies són molt variables, cadascuna amb moltes formes diferents.
- Tulista kingiana (Poelln.) Gideon F.Sm. & Molteno

Abans coneguda com Haworthia kingiana, és la més rara i més a l'est de les quatre espècies. Es produeix a les rodalies de la badia de Mossel. Té un color groc-verdós, tubercles brillants i llisos, i de vegades té marges i quilles. Hi ha formes arrodonides compactes i formes allargades primes. Algunes poblacions també tenen fillols.

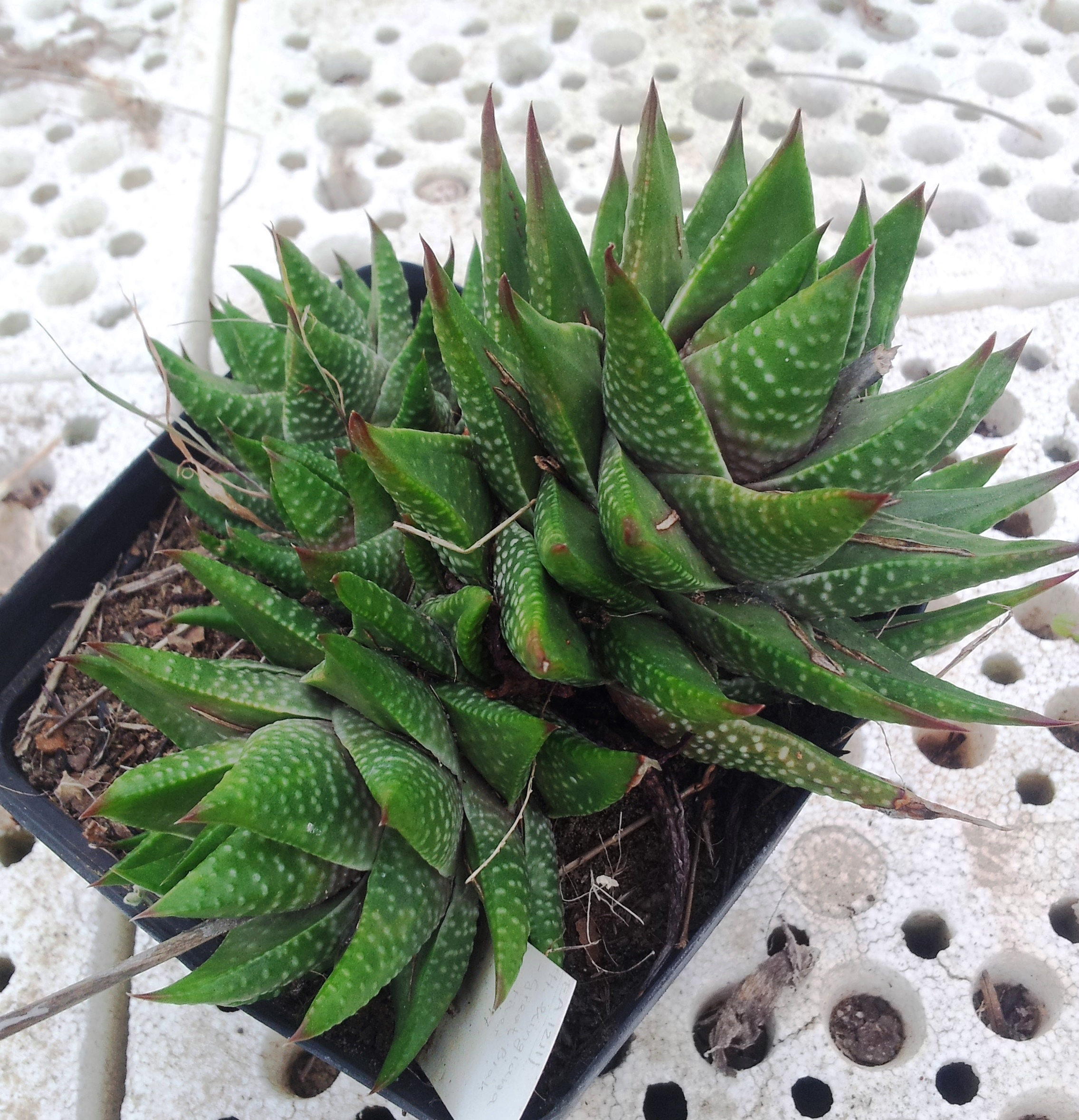
Tulista kingiana

- Tulista marginata (Lam.) G.D.Rowley

Abans coneguda com Haworthia marginata, aquesta espècie es troba des de l'àrea de distribució de T. pumila, cap a l'est; fins a Riversdale. És la segona espècie més gran, té menys o cap tubercle i sol tenir els marges clars i una quilla a les fulles. També és extremadament variable en les seves formes i és molt apreciat com a ornamental. No sol tenir fillols.

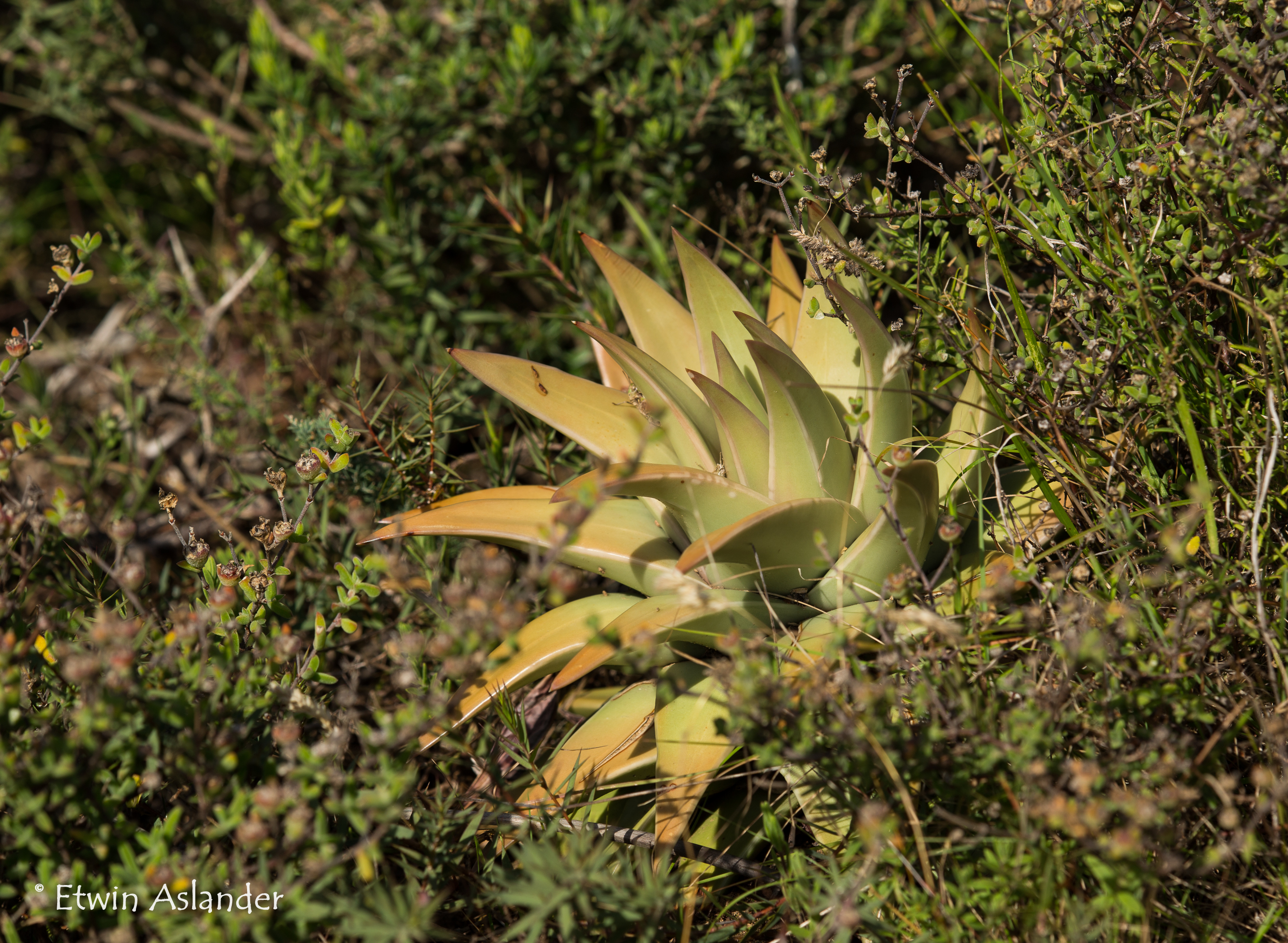
Tulista marginata

- Tulista minor (Aiton) Gideon F.Sm. & Molteno [9]

Abans coneguda com Haworthia minima o Haworthia minor, aquesta espècie es troba al sud de l'àrea de distribució T. marginata. Aquí s'acostuma a produir en vegetació renosterveld, sovint a prop de la costa. Està molt densament cobert de tubercles i sol tenir un color blau-verd. Hi ha formes arrodonides compactes i formes allargades primes. Algunes poblacions tenen fillols.

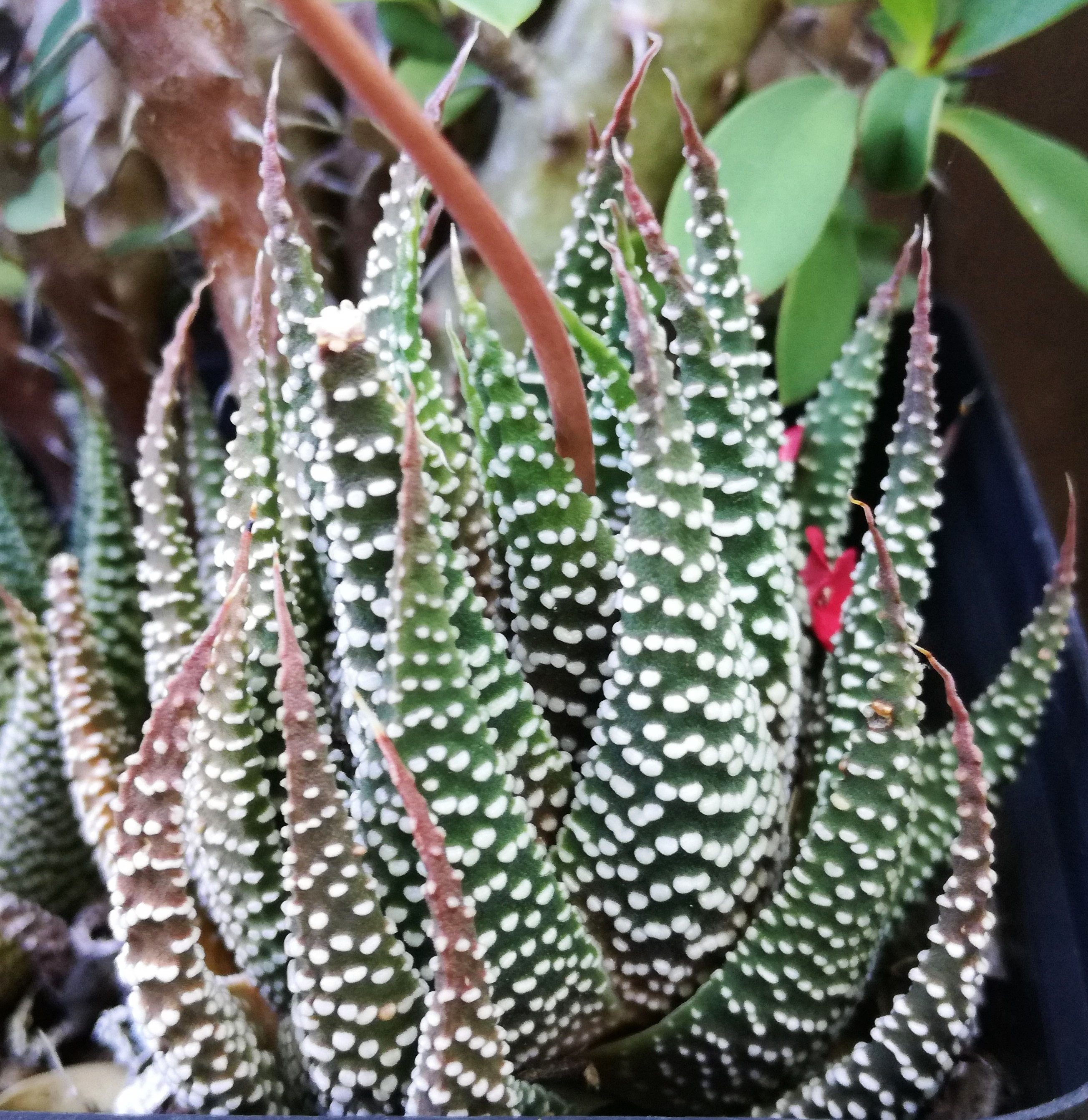
Tulista minor

- Tulista pumila (L.) G.D.Rowley

Abans coneguda com Haworthia pumila/maxima/margaritifera, aquesta és l'espècie de l'extrem occidental, que apareix a la vegetació de Robertson Karoo al Cap Occidental, Sud-àfrica. És l'espècie més gran. Sol tenir un color més fosc i tubercles elevats a les fulles. No sol tenir fillols.

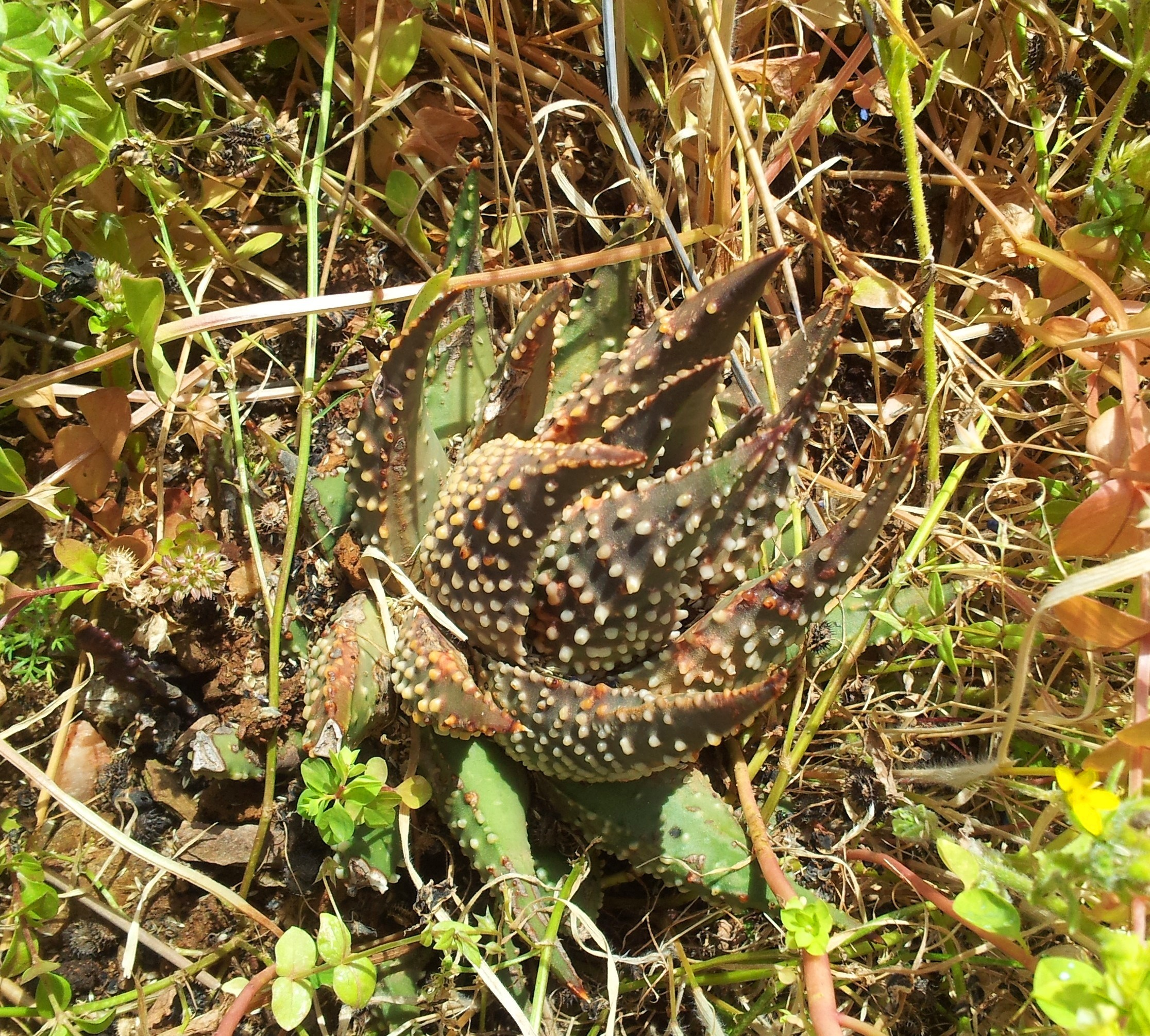
Tulista pumila

## Galeria
Algunes de les moltes varietats de les quatre espècies d'aquest gènere:

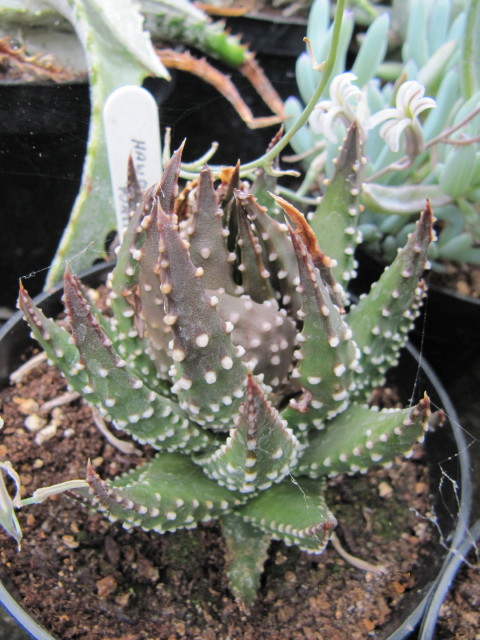
T. pumila
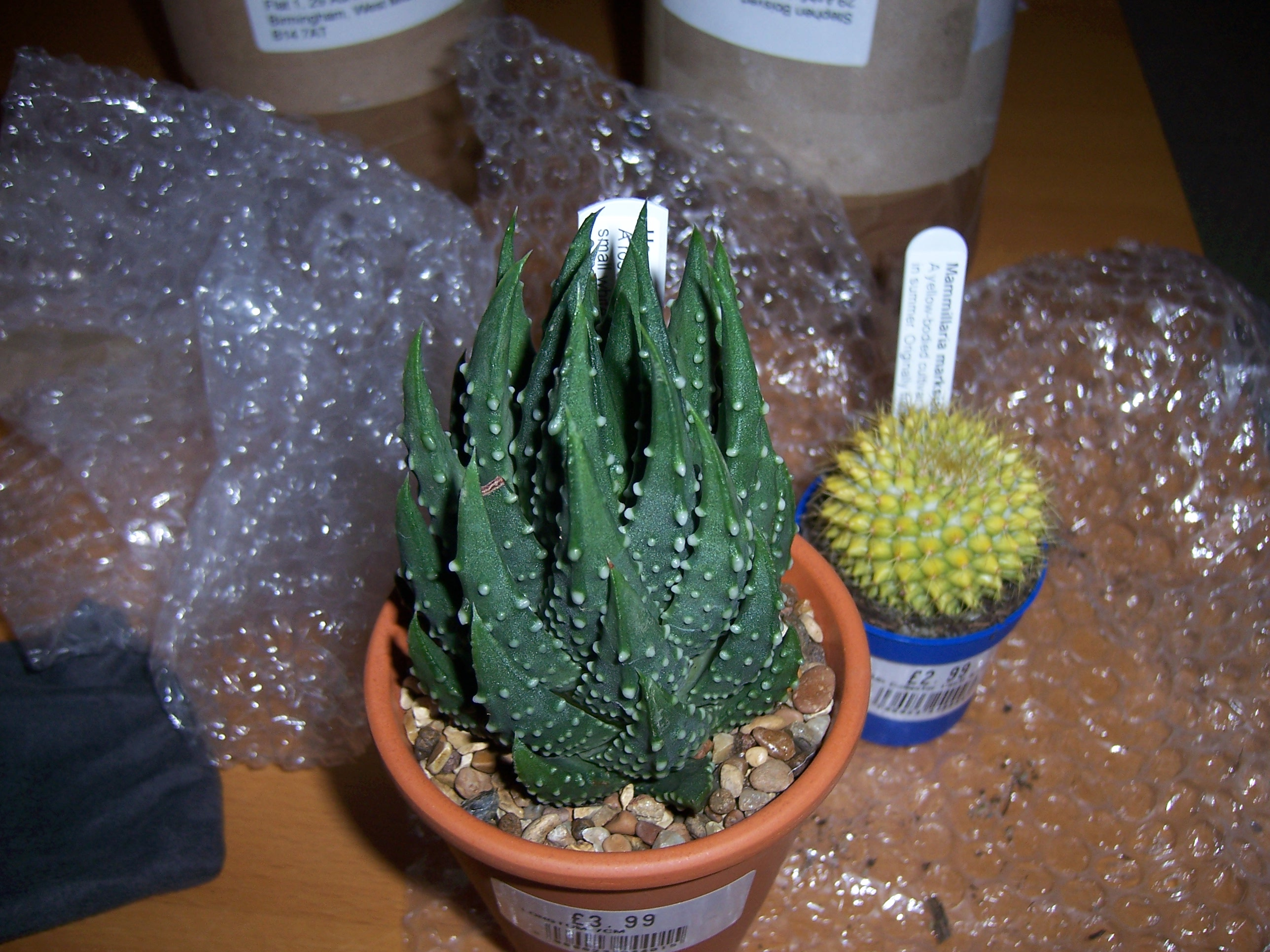
T. pumila
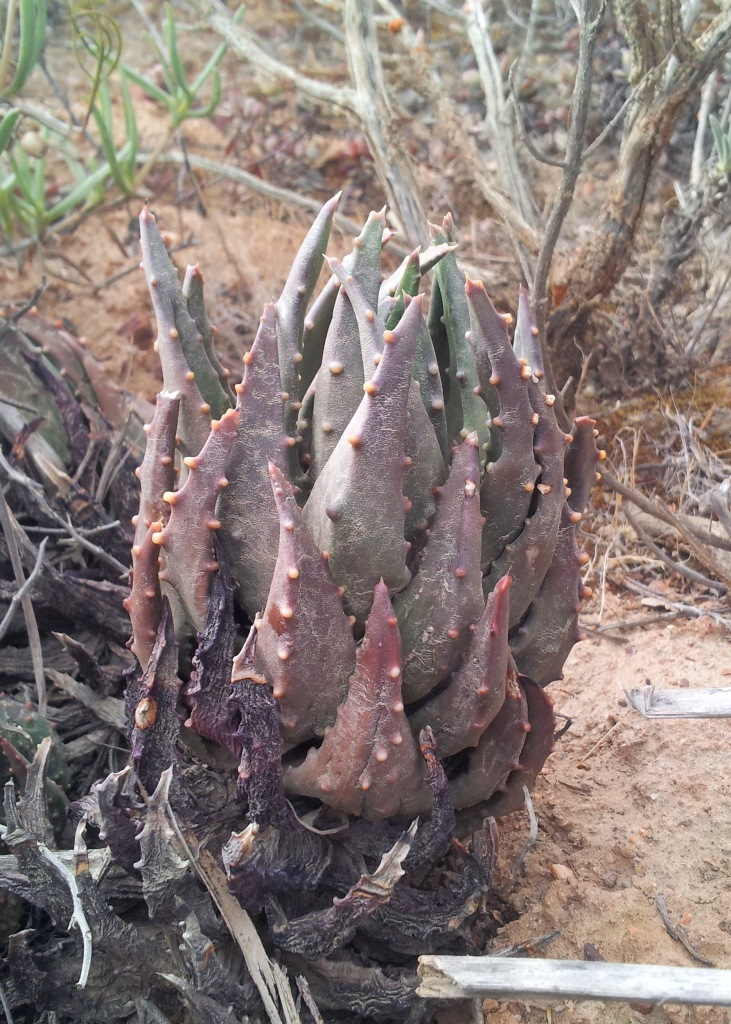
T. pumila
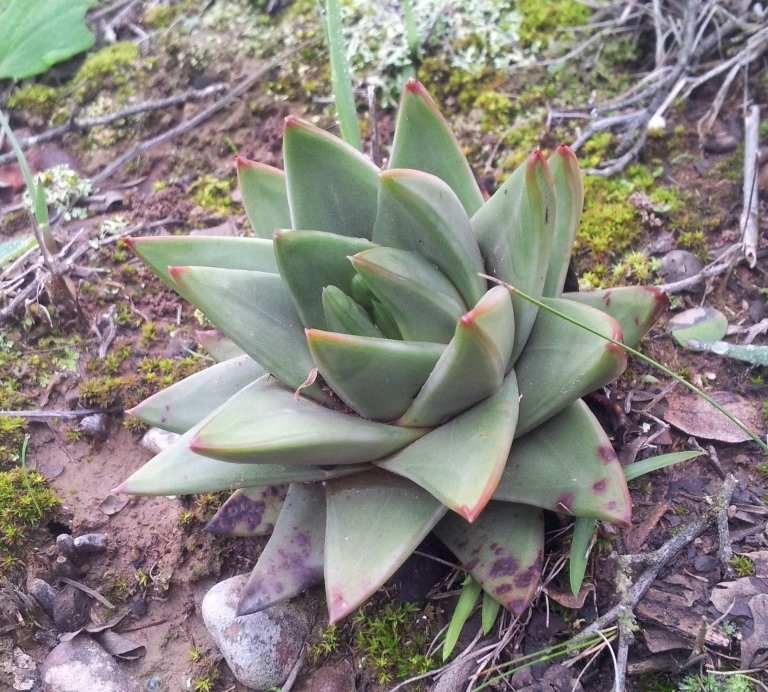
T. marginata
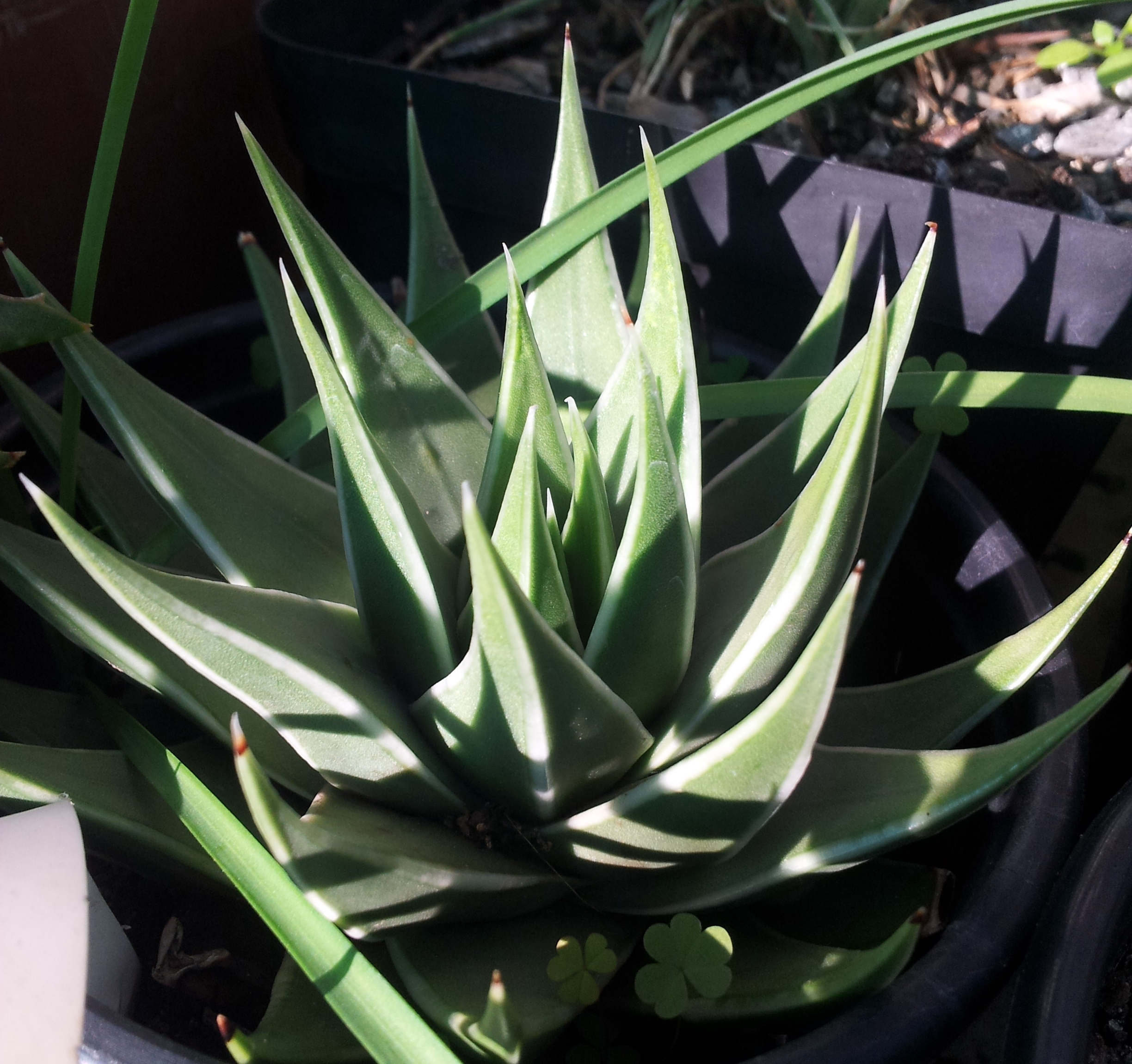
T. marginata
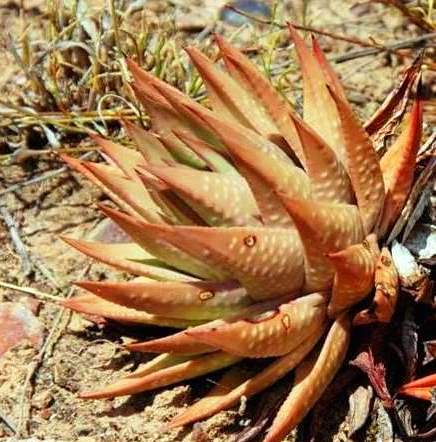
T. marginata
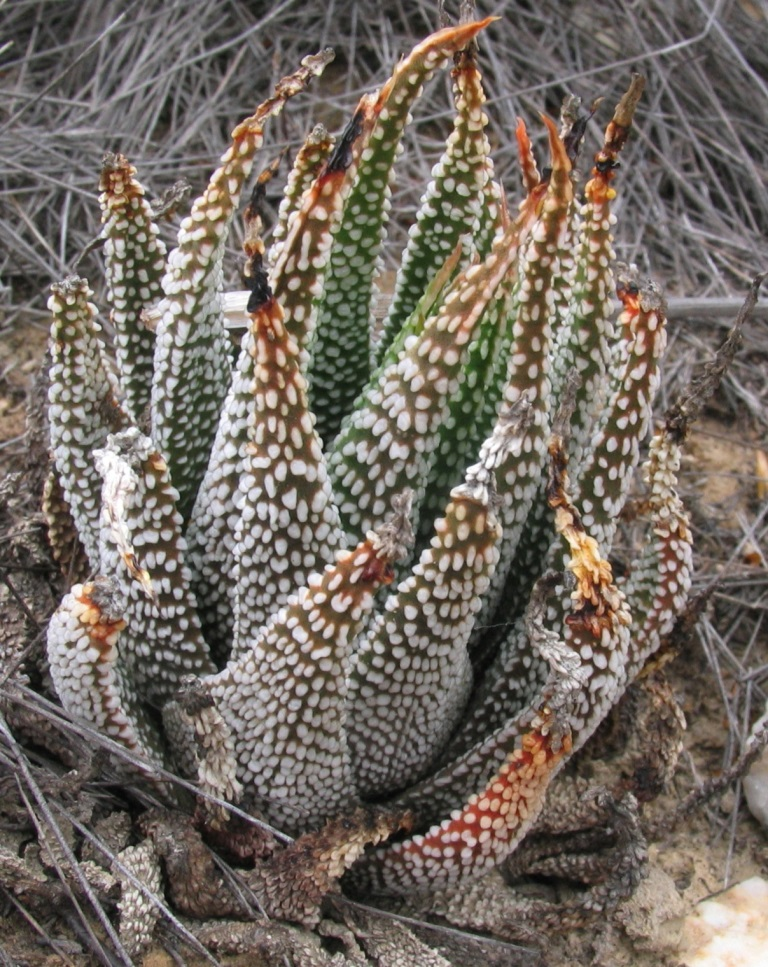
T. minima
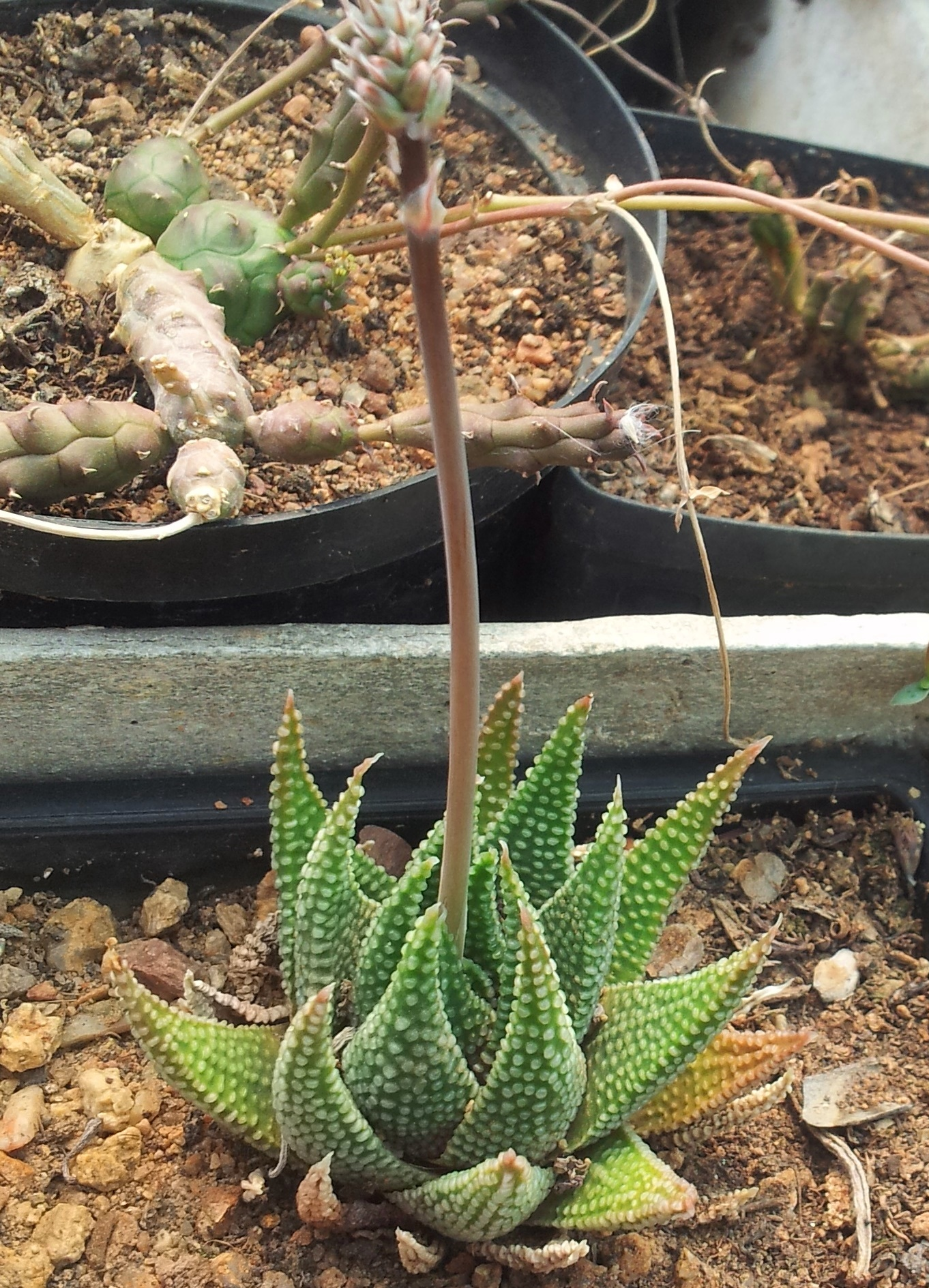
T. minima
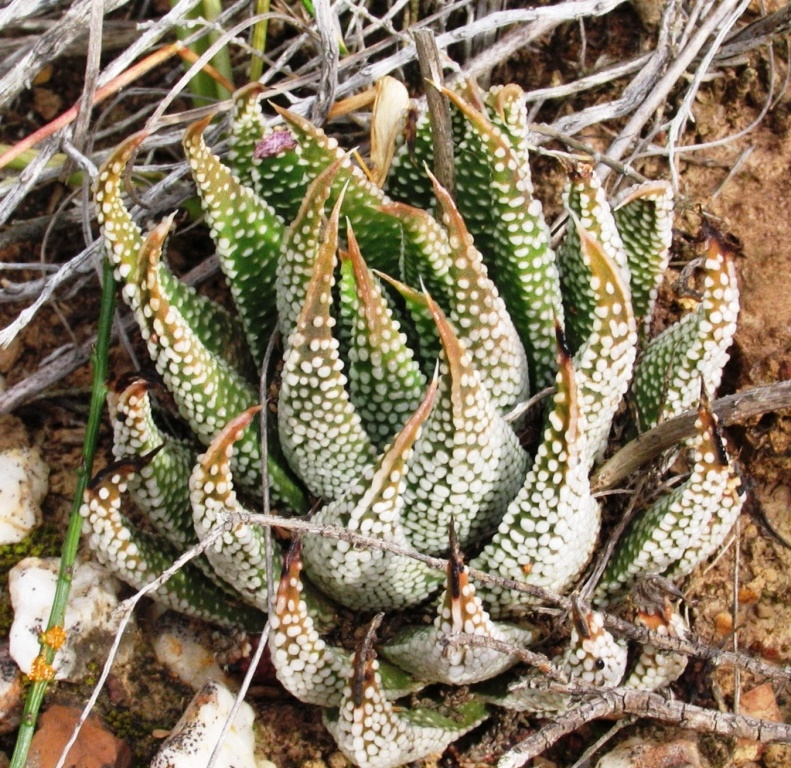
T. minima
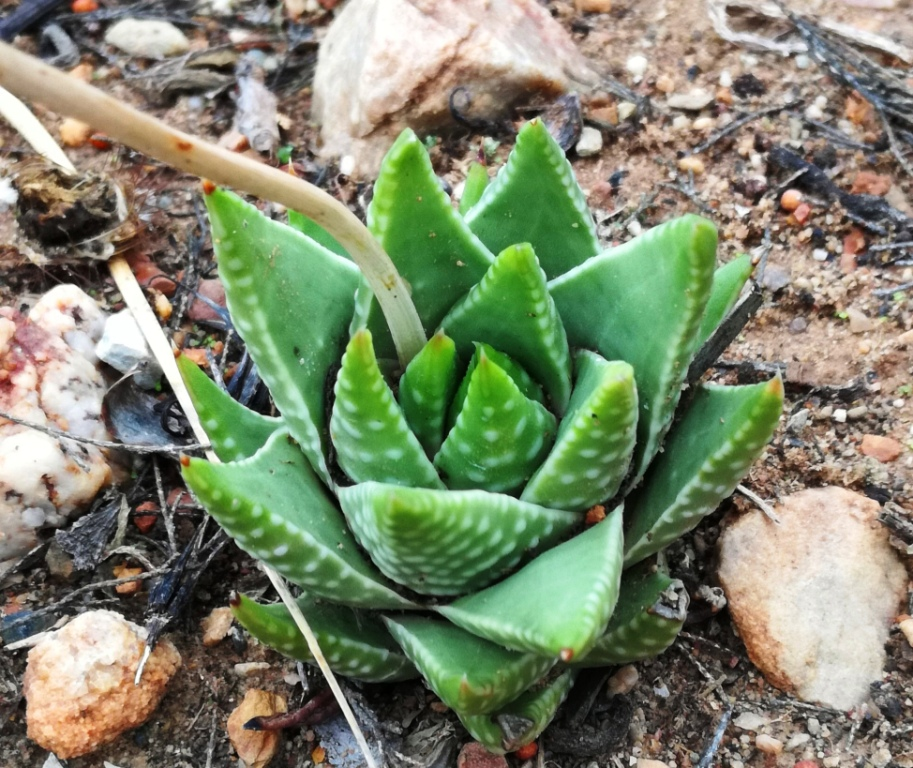
T. kingiana
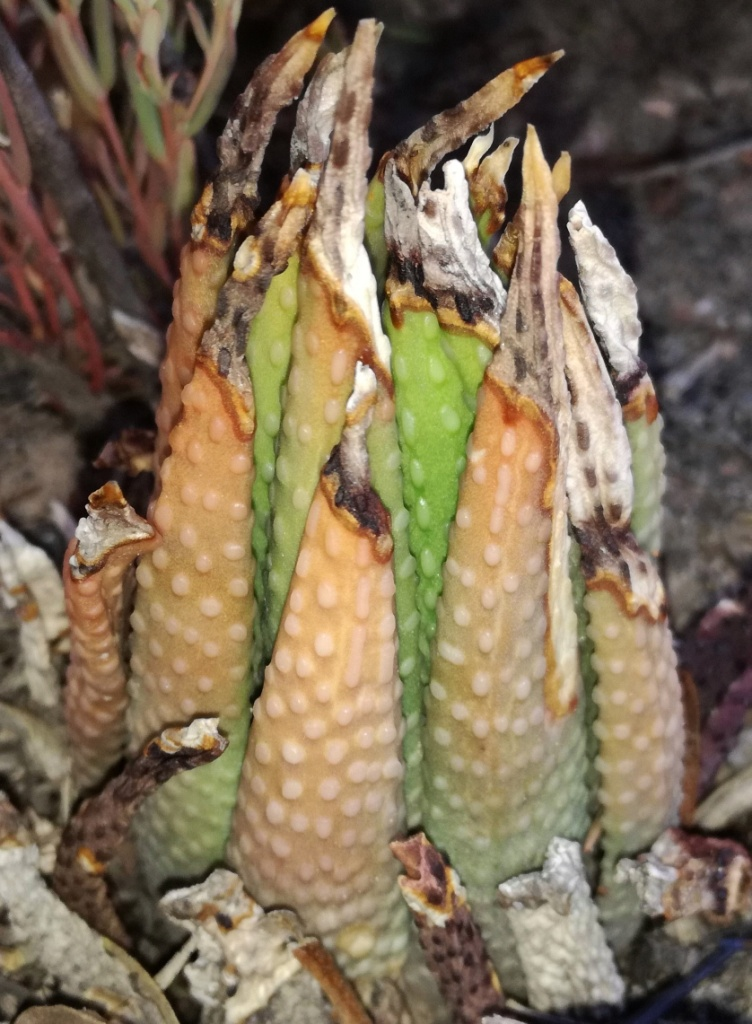
T. kingiana
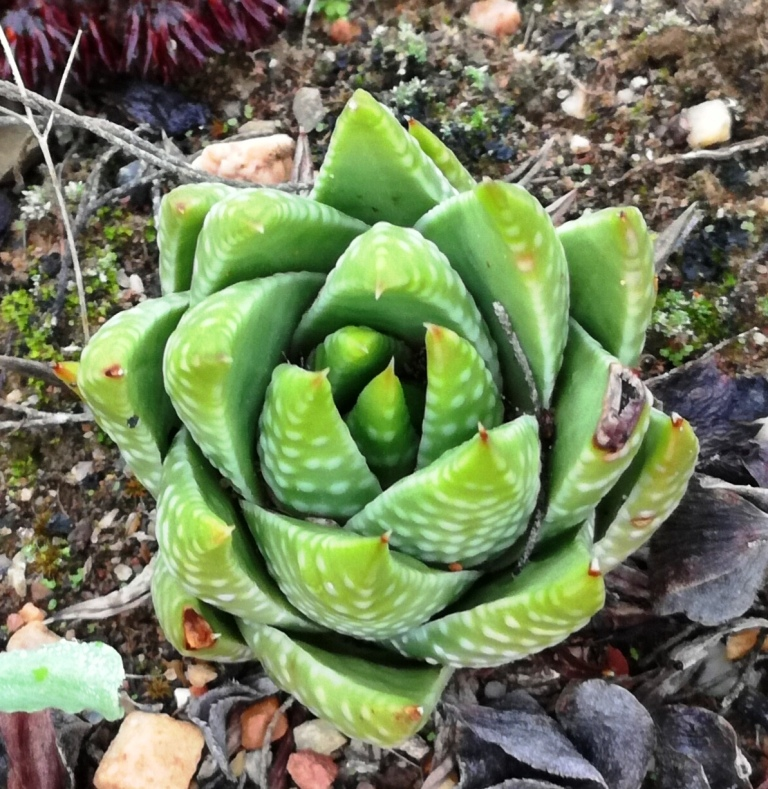
T. kingiana